# I. Dietrich felső-lotaringiai herceg
I. Dietrich vagy I. Theodoric (kb. 965 – 1026. április 11.) 978-tól haláláig Felső-Lotaringia hercege, illetve bari gróf.

## Élete
Apja I. Frigyes felső-lotaringiai herceg, anyja Beatrix, Hugó frank herceg és párizsi gróf lánya, I. Róbert nyugati frank király unokája. I. Frigyes volt a 959-ben kettéosztott Lotaringiai Hercegség felső részének első hercege. Frigyes halála után Dietrich örökölte a hercegi címet, de 987-ig anyja uralkodott helyette, mint a hercegség régense. Dietrich öröklését a német király erősítette meg, mivel 923 óta Lotaringia a Német-római Birodalom érdekszférájába tartozott.
985-ben Dietrich más lotaringiai nemesekkel együtt megpróbált ellenállni Lothár nyugati frank király támadásának, aki be akarta kebelezni Lotaringiát. A Verdun melletti csatában azonban vereséget szenvedtek és Dietrich a frank király fogságába esett.
1011-ben II. Henrik német-római császár oldalán Luxemburg ellen harcolt. 1018-ban, a Burgundia elleni harcok során másodszor is fogságba esett. 1019-ben fiát, a későbbi II. Frigyest társuralkodóként emelte maga mellé a trónra. Miután 1024-ben II. Konrád német-római császárt megválasztották német királynak, Dietrich rövid ideig szemben állt vele, de hamarosan csatlakozott Konrád táborába.

## Családja és leszármazottai
Felesége Richilde volt, feltehetően III. Folmár, Bliesgau és Metz grófjának lánya, akit 985 körül vett feleségül. Három gyermekük ismert:
- Frigyes (kb. 995 – 1026), aki apja halála után rövid ideig II. Frigyes néven felső-lotaringiai herceg volt.
- Adalberon (? – kb. 1006) 1005-ben Metz püspökének nevezték ki nagybátyja, Adalberon halála után. 1006. május 14-én szentelték fel papnak, de nem sokkal ezután meghalt.[5]
- Adelais vagy Adelaide[6][7][8] (? – 1032 után), feltehetően I. Walerán arloni gróf felesége.